# Japan Ice Hockey League 1988/89
Die Saison 1988/89 war die 23. Spielzeit der Japan Ice Hockey League, der höchsten japanischen Eishockeyspielklasse. Meister wurde zum insgesamt vierten Mal in der Vereinsgeschichte der Kokudo Ice Hockey Club. Topscorer mit je 39 Punkten wurden Hikomi Senuma von Meister Kokudo und Norio Suzuki von den Ōji Eagles.

## Modus
In der Regulären Saison absolvierte jede der sechs Mannschaften insgesamt 30 Spiele. Der Erstplatzierte nach der Regulären Saison wurde Meister. Für einen Sieg erhielt jede Mannschaft zwei Punkte, bei einem Unentschieden einen Punkt und bei einer Niederlage null Punkte.

## Reguläre Saison

### Tabelle
|    | Team                                | GP | W  | L  | T | GF  | GA  | Pts |
| -- | ----------------------------------- | -- | -- | -- | - | --- | --- | --- |
| 1. | Kokudo Ice Hockey Club              | 30 | 21 | 3  | 6 | 153 | 75  | 48  |
| 2. | Ōji Eagles                          | 30 | 18 | 5  | 7 | 166 | 91  | 43  |
| 3. | Seibu Prince Rabbits                | 30 | 13 | 9  | 8 | 116 | 99  | 34  |
| 4. | Snow Brand Ice Hockey Club          | 30 | 11 | 13 | 6 | 103 | 109 | 28  |
| 5. | Jūjō Papaer Kushiro Ice Hockey Club | 30 | 8  | 18 | 3 | 86  | 136 | 19  |
| 6. | Furukawa Ice Hockey Club            | 30 | 2  | 24 | 4 | 64  | 178 | 8   |

GP = Spiele, W = Siege, L = Niederlagen, T = Unentschieden

### Topscorer
Abkürzungen: T = Tore, A = Assists, P = Punkte
|     | Spieler            | Team       | T  | A  | P  |
| --- | ------------------ | ---------- | -- | -- | -- |
| 1.  | Hikomi Senuma      | Kokudo     | 22 | 17 | 39 |
| 1.  | Norio Suzuki       | Ōji        | 23 | 16 | 39 |
| 3.  | Kenji Tanaka       | Snow Brand | 23 | 14 | 37 |
| 4.  | Toshiyuki Yajima   | Ōji        | 27 | 8  | 35 |
| 5.  | Sayaka Ishii       | Kokudo     | 15 | 19 | 34 |
| 6.  | Fumihiro Takahashi | Seibu      | 19 | 13 | 32 |
| 6.  | Kazumi Unjo        | Kokudo     | 18 | 14 | 32 |
| 8.. | Syuji Momoi        | Ōji        | 14 | 16 | 30 |
| 8.  | Motoki Ebina       | Kokudo     | 15 | 15 | 30 |
| 10. | Satoru Misawa      | Seibu      | 10 | 18 | 28 |

## Auszeichnungen
- Most Valuable Player – Kunio Takagi, Kokudo Ice Hockey Club
- Rookie of the Year – Toshiyuki Sakai, Kokudo Ice Hockey Club

## All-Star-Team
| Tor          | Masahiro Miyazaki (Kokudo) | Masahiro Miyazaki (Kokudo) | Masahiro Miyazaki (Kokudo) | Masahiro Miyazaki (Kokudo) | Masahiro Miyazaki (Kokudo) | Masahiro Miyazaki (Kokudo) |
| Verteidigung | Kunio Takagi (Kokudo)      | Kunio Takagi (Kokudo)      | Kunio Takagi (Kokudo)      | Fumihiko Kajikawa (Kokudo) | Fumihiko Kajikawa (Kokudo) | Fumihiko Kajikawa (Kokudo) |
| Sturm        | Hikomi Senuma (Kokudo)     | Hikomi Senuma (Kokudo)     | Toshiyuki Yajima (Ōji)     | Toshiyuki Yajima (Ōji)     | Yuji Iga (Kokudo)          | Yuji Iga (Kokudo)          |